# Lauri Saag
Lauri Saag (* 26. Mai 1977) ist ein estnischer Lichenologe und Genetiker. 2017 wurde er mit dem Estnischen Staatspreis für Forschung (Riigi teaduspreemia) ausgezeichnet, seit 2023 ist er zudem Associate Professor für Populationsgenetik beim Estnischen Biozentrum am Institut für Genomik der Universität Tartu. Sein offizielles botanisches Autorenkürzel lautet „L.Saag“.

## Werdegang
Saag studierte zwischen 1995 und 2002 Botanik, Ökologie und Mykologie an der Universität Tartu. Seine Masterarbeit schrieb er zu sorediösen Krustenflechten in Estland. Von 2002 bis 2008 promovierte er dort auch über taxonomische und ökologische Probleme der Flechtengattung Lepraria. Seit dieser Zeit ist er auch als wissenschaftlicher Mitarbeiter an der Universität Tartu tätig.
Zu den von ihm beschriebenen Arten zählen Lepraria zeorinica (L. Saag) Kukwa, Lepraria caesioalba var. groenlandica L. Saag sowie Lepraria leuckertiana (Zedda) L. Saag.
Saag arbeitet zudem an Forschungsprojekten zur menschlichen Populationsgenetik. Seit 2015 ist er Mitglied der Estnischen Gesellschaft für menschliche Genetik.

## Veröffentlichungen (Auswahl)
- Lauri Saag, Eric Steen Hansen, Andres Saag & Tiina Randlane: Survey of Lepraria and Leprocaulon in Greenland. In: Mycotaxon. Band 102, Nr. 68, 2007, S. 57–90.
- Lauri Saag, Andres Saag, Tiina Randlane: World survey of the genus Lepraria (Stereocaulaceae, lichenized Ascomycota). In: The Lichenologist. Band 41, Nr. 1, Januar 2009, S. 25–60, doi:10.1017/S0024282909007993.
- Urmas Kõljalg et al.: Towards a unified paradigm for sequence-based identification of fungi. In: Molecular Ecology. Band 22, Nr. 21, November 2013, S. 5271–5277, doi:10.1111/mec.12481.
- Morten Arendt Rasmussen et al.: The genome of a Late Pleistocene human from a Clovis burial site in western Montana. In: Nature. Band 506, 13. Februar 2014, S. 225–229, doi:10.1038/nature13025.
- Monika Karmin, Lauri Saag et al.: A recent bottleneck of Y chromosome diversity coincides with a global change in culture. In: Genome Research. Band 25, Nr. 4, April 2015, S. 459–466, doi:10.1101/gr.186684.114.
- Luca Pagani et al.: Genomic analyses inform on migration events during the peopling of Eurasia. In: Nature. Band 538, 13. Oktober 2016, S. 238–242, doi:10.1038/nature19792.